# 温泉権
温泉権（おんせんけん）とは、温泉源を利用する権利のこと。土地に存在する温泉の利用権のことをいい、土地の所有権とは別に取引することができる。

## 概要
温泉権は、物権的性質を持つ権利であると慣習で呼ばれている権利であるが、日本は物権法定主義（民法175条、民法施行法35条）を採っているため、厳密には債権であって、信義則による保護によって物権的性質を示す。判例は民法施行以降に発生したものについて、債権的法律関係によって形成されるとしている（東京高裁令和元年金融商事判例1587号22頁）。なお、民法施行より古い時代からある温泉の場合など、土地所有名義人等との総有関係に基づく慣習が伴う場合は、民法の定める用益物権である入会権（温泉入会権）に該当し、温泉権とは別種の権利となる。
法令に定めのない物権を設定する契約は、物権設定契約としては無効となるが、債権契約としては有効であり、当事者間で効力を有する。また、土地の使用に関する永続的債権が設定されていることを知りつつ、これを第三者が所有権を取得する等の行為により侵害することは、土地所有者による共同不法行為が成立し、信義則上許されないとされている。大掛かりな配管設備を用いて温泉を使用している場合など、現地を実際に訪れれば温泉の永続的使用権が存在することが予見できる場合には、債権であっても信義則の適用によって結果的に、物権と同様の第三者対抗力が生じるのである。
温泉権は、土地の賃借権や使用貸借権による土地使用と同じく、土地にアクセスし管理するための占有権を伴い、土地所有者等と共に占有権を有する。
温泉から湧き出た温泉水を、土地所有者の負担で敷地外へ送り届ける契約による権利や、土地所有者の施設管理下において温泉入浴サービスを受ける契約による権利は、占有権を伴わないため、温泉権ではない。なお、占有権は民法の定める物権であるが、そのことを理由に本権である温泉権を物権と考えるのは誤りである。
裁判例では、温泉権を慣習上の「物権的権利」と称するものがみられる。しかし、これらは当事者の主張の論理をそのまま採用したにすぎないとも理解できる。判例は、第三者への対抗は永続的な温泉の使用実態があれば足りるとして、温泉の使用に関する権利が設定当初の時点において、永続的債権として設定されたのか、「物権」と称して設定されたのか、その違いについて立証責任を課してはいない。
学説でも、温泉権を「物権」や「慣習上の物権」に分類するものが多い。しかし、これは、世界各国の法制度を比較検討し、物権の一般的性質を定義した上でのものであり、日本の法体系における形式的分類によれば、「物権」に分類しないのであれば、「債権」に分類され、温泉権は「債権」に分類されるものである。そして、物権法定主義は、債権が信義則の適用によって物権的性質を帯びることを否定するものではない。
また、そもそも日本の法体系を「物権」でなければ「債権」になるからとして、一般的な債権の性質で理解しようとすることについては、古くから批判もある。しかし、そうであるからこそ、裁判例では信義則を適用した法益調整が行われており、いかなる場合において信義則による法益調整を要するかという判断基準の考え方については、下記のように様々な学説が唱えられていると理解することができる。
- 水口浩ら『物権法』（青林書院）は、判例は、「慣習上の物権」たる温泉権につき、「正面から物権といわずに、一種の物権的権利であるという表現ながら、肯定したとみられるものが現れている」（大判昭和15年9月18日民集19-1611）とした上（9頁）、慣習上の物権を認める学説について、(1)民法175条及び民法施行法35条は、社会の現実と遊離した規定であるから、無視すべきであるとする説、(2)民法施行法35条は、民法施行後に発生する慣習法上の物権を否認する趣旨ではないとする説、(3)民法175条にいう「法律」には、慣習法も含むとする説、(4)法例2条に根拠を求める説などがあると整理する（10頁）。同書は、これらの学説の整理に当たり、「信義則」という考え方に触れないが、これを本項目の説明に従って善解すれば、前記(1)から(4)は、信義則による法益調整の判断基準となる考え方を整理したものとなろう。
- 川島武宜・編『注釈民法(7)』（有斐閣）・610頁以下（川島武宜執筆）は、江戸時代までの旧慣としての温泉権と近代法の枠内における温泉権を区別しつつ、いずれについても、法例２条にいわゆる「法令二規定ナキ事項」に当たるとし、「独立の物権として承認するのは当然」(616頁)、「これを独立した物権として承認することは民法175条に矛盾しない」（620頁）とする。同論文には、「信義則」という用語は用いられていないが、これを本項目の説明に従って善解すれば、第三者に対抗できるものを「物権」と理解し、信義則による法益調整の判断基準として法例2条の立法趣旨で用いられた考え方を採用したということになろう。
- 内田貴『民法I［第2版］』（東京大学出版会）・328頁は、「物権法定主義をとると、早速生じてくるのが、慣習法として存在している物権は全く認められないか、という問題である。」、「判例は、いくつかの物権を慣習法上の物権として認めている。有名なのは、温泉専用権（いわゆる「湯口権」）を認めた大判昭和15年9月18日（民集19-1611）である。」とする（ただし、同書の指摘する大審院判例は、「物權的權利」という表現を用いている。）。
- 山形地裁昭和43年11月25日判決（判例時報543号70頁）は、「本件温泉利用権の性質」が「物権」か「債権」かという論点について、当該地域において「源泉権とは別個に、自由に譲渡取引の対象となし、源泉権者或は利用権利者のいずれに変更があつても、その権利関係を覆滅させないものとした契約のなされる事例」があり、これは「一定の温泉量につき直接排他的に利用することを内容とする権利として把握し得るものと理解され」るなどとして、「慣習法上の用益物権」の成立を認め、「現行民法の下においても一定の慣行にもとづいて発生し、法的確信を得るに至り、慣習法たる物権としてその存立を認めることは決して法の理想に反するものでないと解する。」と判示する。この裁判例は、一般的な「物権」の性質や定義を示したものではなく、物権の成立に関し「信義則」という単語も用いていないが（他方、別の論点では「信義則」が問題となっている。）、本項目の説明に従って善解すれば、同裁判例は、物権の性質を例示することで「物権」を定義したうえで、「法的確信」を信義則による法益調整の判断基準として、性質の面において「物権」となる権利が生じることを示し、法益調整をしたものということになる。
- 高松高裁昭和56年12月7日判決（判例時報1044号383頁）は、問題となった温泉旅館の明治以前からの営業実態、近隣住民との関係等を詳細に認定し、「泉源地である…の山林の所有権とは別個独立に慣習法上の物権としての温泉権が成立し」たと判示している。同裁判例は、具体的な事実認定の下、問題とされる権利が、「物権としての温泉権」に当たると判示したものであり、そこでいう「物権」とは何かを明示的に論じたものではないが、本項目の説明に従って善解すると、権利の性質の面から（独自に）「物権」を定義し、そのような意味での「物権」の成立を認めたにすぎないということになる。

## 温泉権の設定
温泉権は、永久の期間に対する温泉利用料を前納することによって生じる（永久の期間に対する温泉利用料を前納することを約したうえで、これの支払を免除された場合を含む。）。これを慣習的に「温泉権の設定」という。温泉権は、温泉が存在する土地の所有者に対して永年利用を認めさせる債権であるから、土地の所有者がこれを取り除くためには、少なくとも、永年の利用に相当する補償が必要となる。
土地の利用に関する債権は、土地所有者が変われば消滅するのが原則である。しかし、温泉権の存在を知りつつ土地を所有した者が温泉権の消滅を主張することは、永年利用権としての温泉権を持つ者に多大な損害を与える反面、土地所有者側が利益を得るものであるから、信義則に反するとして認められない。もっとも、新しい土地所有者が十分な補償を支払えば、信義則による保護は外れるから、温泉権は消滅する。これを「滌除（てきじょ）」という。「滌除」は、物権である抵当権について民法に規定されていた用語（ただし現在は法改正によって削除されている）であって、補償金によって、その土地に対する所有権以外の権利を消滅させる行為である。ただし、温泉権の「滌除」は、権利の濫用となる場合は認められない。判例によれば、温泉を汲み上げる装置や配管等の費用が膨大であり、容易に移転することが不可能な場合は、正当な権限を有する場合であっても、権利の濫用として認められないとされる。
なお、全くの不毛の地に永小作権が設定できるのと同じく、全く温泉が存在しない土地であっても、投機目的で温泉権を設定できるが、そのような場合においても、「滌除」を回避することができるかどうかについては、信義則による保護の考え方によって判断が分かれるところであるが、この点に関する判例は未だ出されていない。

## 温泉権の明認方法
温泉権は、明認方法の設置がなければ善意の第三者に対抗できない。明認方法の設置とは、温泉が存在する土地に立て看板を設ける等の方法で温泉権の存在を示すことである。明認方法の設置は、信義則により第三者の善意を否定し、または相手方の重過失を主張するためのものである。現地を実際に訪れれば温泉権の存在が想定できる場合には、配管設備なども明認方法となる。判例によれば、温泉権の明認方法は、地方によっては、温泉組合・地方官庁への登録でも足りるとされる。有名な温泉地において温泉の存在する土地を購入する場合においては、温泉権の存在について温泉組合や地方官庁への問い合わせを行うことが慣習であり、これを行わないことは信義則に違反するからである。
- 大審院昭和15年9月18日（大審院民事判例集19巻1611頁）は、民法177条を類推し、温泉権の移転を「第三者」に対抗するには、温泉組合・地方官庁等への登録、立て看板の設置など明認方法をしなければならないとしたものである。なお、判決文において、善意・悪意という表現は為していない。
- 福岡高裁昭和34年6月20日（下級裁判所民事裁判例集10巻6号1315頁）は、問題となった温泉について、温泉台帳への登録がされている等の事実を認めた上、「台帳制度は温泉の濫掘防止や公衆衛生保健に関する取締等を主たる目的とするものと認められ、本件温泉所在地方において右台帳の記載をもつて温泉に関する権利変動の公示方法とする一般慣行の存する事実は未だ認められない」とする。
- 高松高裁昭和56年12月7日判決（判例時報1044号383頁）は、「本件温泉権がAに属した時代から現在に至るまで、引湯施設の設置及び旅館営業等によって、現実に各温泉権者が本件温泉を採取、利用、管理している客観的事実」の存在をもって、温泉権の明認方法であると認めた。

## 温泉権の妨害排除請求
温泉権に基づく土地使用を妨害することは不法行為となるから、妨害排除請求は、不法行為債権に基づく請求として当然に可能である。不法行為を止めてくれという請求であるから、賃借権の物権的性質を定める特別規定に基づく妨害排除請求（最高裁昭和30年4月5日判決）とは異なる。下記裁判例は，温泉権の侵害という不法行為事件につき、物権に準じた妨害排除請求を認めている。
- 東京地裁昭和45年12月19日判決（判例時報636号60頁）は、「そもそも源泉権とは、それに基づいて温泉を採取・利用・管理することができる一種の物権的権利であると解するから、その権利の行使を妨害するものに対しその妨害の排除を求めることができることはいうまでもない。」としている。

## 土地所有者が破産した場合
土地所有者が破産した場合、債権としての温泉権は、賃借権として解釈される場合であっても、民法の定めにより、温泉使用は最長で設定時から1期間として20年間であり、それを超える期間の収益権は、破産財団に組み込まれる。「温泉権」と称していた場合であっても、実質が法律で定められた物権（下記参照）であって、かつ、信義則によって第三者に対抗可能な場合は、その主張立証をすることによって、破産財団とはならずに温泉使用の継続が可能となる。

## 温泉権類似の権利
温泉権類似の権利として、以下のものがある。ただし、「温泉権」という言葉自体は、温泉に関する権利で物権的な性質のものを一まとめにして呼ばれることがあり、その点においては、以下の権利も「温泉権」であるということができる。

### 温泉入会権
温泉が存在する共有入会地では、入会権者は温泉を利用することができるが、これは、入会収益権（入会権の項目を参照のこと。）であって、温泉権とは別物である。
しかし、2名の総有状態にある土地において、両者の合意により、片方が温泉収益に特化し、もう片方が温泉収益以外の収益に特化した場合、温泉権とほぼ同様の性質を有するものとなる。温泉利用に係る入会収益権の取得・喪失など、入会権の運用は慣習によることも認められており、その意味において「慣習による物権」と呼ばれることもある。なお、入会権は民法が規定する物権であり、また、土地に対する支配権を用益ごとに分割するという点においても物権である。

### 温泉地役権
温泉湧出口のある土地を承役地とし、温泉旅館等の温泉利用施設を要役地とする地役権。地役権は、登記によらなければ第三者に対抗できないのが原則であるが、地役権に関する判例（通行地役権の事例）によれば、現地を実際に訪れれば存在が確認できる場合は、信義則の働きにより、登記がなくても、原則として第三者に対抗できるとされる（最高裁平成10年2月13日判決・民集52巻1号65頁）。温泉地役権の明認方法は、相手方の善意無過失を否定できれば足りるから、「温泉権」と表示されたものであっても有効である。

### 部分的な土地所有権
一筆の土地のうち、温泉湧出口の部分のみを所有する土地所有権。土地所有権は、登記によらなければ第三者に対抗できないのが原則であるが、判例によれば、現地を実際に訪れることで部分的な土地所有権の存在が確認できる場合は、信義則の働きにより、登記がなくても、第三者に対抗できるとされる。部分的な土地所有権の明認方法は、相手方の善意無過失を否定できれば足りるから、「温泉権」と表示されたものであっても有効である。

### 温泉地役権と部分的な土地所有権の混合形態
一筆の土地のうち、温泉湧出口部分のみを所有する場合において、温泉湧出口部分を要役地、温泉湧出口以外の部分を承役地とする地役権を設定し、温泉湧出口に至る温泉水の経路を保全している場合がある。地下水脈の変動により温泉湧出口が移動した場合においても、取水管の延長によって温泉水を確保することができる。この場合においても、明認方法は、前記と同様に「温泉権」と表示されたもので有効である。

### 部分的な地上権
一筆の土地のうち、温泉湧出口の部分のみを区分して設定された地上権。打ち込み配管などの工作物を設置することを目的として設定される物権は、当事者間における呼称にかかわらず、民法の定める地上権に他ならない。地上権は、土地の分筆を行えば登記可能であり、登記によらなければ第三者に対抗できないのが原則である。しかし、現地を実際に訪れることで部分的な地上権の存在が確認できる場合は、信義則の働きにより、登記がなくても第三者に対抗できるとされる。部分的な地上権の明認方法は、相手方の善意無過失を否定できれば足りるから、「温泉権」と表示されたものであっても有効である。

### 土地の賃借権
土地を温泉利用のために借用する債権契約。打ち込み配管を伴うポンプ室などの容易に移設できない建物を設置している場合、或いは、容易に移設できない建物を設置する予定である旨の明認方法を設置している場合は、借地借家法の適用により、登記がなくても第三者に対抗できるとされる。賃借権による場合は、土地賃借料の支払いは、１月毎や１年毎など、短期間毎となることが一般的である。容易に移設できない工作物や明認方法が無い場合で、前納した土地賃借料に残余がある場合は、信義則により、その残余に相当する期間に限り、悪意の第三者にのみ対抗できるとされる。

## 温泉環境権の別称としての「温泉権」
土地使用権の温泉権とは別に、環境権の分野においても、「温泉権」と呼ばれる権利がある。環境権の代表的なものとして日照権がある。例えば、日照を遮られることによって損害が生じた場合は、日照権によって補償を請求することができる。同様に、温泉水脈の上流が開発されることによって、温泉水量の減少などの損害が生じた場合は、温泉環境権によって、補償を請求することができる。温泉環境権は、温泉権に基づいて温泉を利用している場合はもちろん、土地所有権や借地権に基づいて温泉を利用している場合においても、主張することができる。